# Merodon luteihumerus
Merodon luteihumerus är en tvåvingeart som beskrevs av Marcos-garcia, Vujic och Ximo Mengual 2007. Merodon luteihumerus ingår i släktet narcissblomflugor, och familjen blomflugor.
Artens utbredningsområde är Spanien. Inga underarter finns listade i Catalogue of Life.